# Distrikt Tikamgarh
Der Distrikt Tikamgarh (Hindi टीकमगढ़ जिला) ist ein Distrikt des indischen Bundesstaats Madhya Pradesh. Verwaltungs- und Wirtschaftszentrum ist die etwa 85.000 Einwohner zählende Stadt Tikamgarh.

## Geographie
Der allseitig – außer nach Osten – von Uttar Pradesh umschlossene Distrikt Tikamgarh befindet sich im Norden des Bundesstaats Madhya Pradesh an der Grenze zu Uttar Pradesh. Im äußersten Nordwesten, bei der Stadt Orchha, wird der Distrikt begrenzt durch den Fluss Betwa; im Osten und Südosten bildet der Fluss Dhasan die Grenze. Nachbardistrikte sind im Westen und Süden der Distrikt Lalitpur (U. P.), im Osten der Distrikt Chhatarpur und im Norden der Distrikt Jhansi (U. P.).
Der Distrikt Tikamgarh ist in neun Verwaltungsbezirke (Tehsils oder Subdivisions) untergliedert: Tikamgarh, Prithvipur, Jatara, Baldeogarh, Niwari, Palera, Orchha, Mohnagarh und Khargapur; er besteht aus etwa 200 größeren Dörfern und nur vier mittelgroßen bzw. kleineren Städten – Tikamgarh (ca. 85.000 Einwohner), Prithvipur (ca. 35.000 Einwohner), Niwari (ca. 25.000 Einwohner), Palera (ca. 20.000 Einwohner), Jatara (ca. 15.000 Einwohner), Khargapur (ca. 15.000 Einwohner), Lidhorakas (ca. 12.000 Einwohner), Baldeogarh (ca. 10.000 Einwohner), und Orchha (ca. 10.000 Einwohner).
Der nördliche und südöstliche Teil des Distrikts wird von den nordöstlichen Ausläufern des Vindhyagebirges durchzogen. Die durchschnittliche Höhe über dem Meeresspiegel beträgt zwischen 200 und 350 m; die maximale Höhe bei Orchha liegt um die 550 m.

## Bevölkerung
Hindus dominieren in den Dörfern auf dem Lande (etwa 90 %); in den Städten gibt es auch eine nicht unerhebliche Zahl von Muslimen (etwa 20 %). In der Dekade zwischen 2001 und 2011 wuchs die Bevölkerung um etwa 20,1 % auf etwa 1,45 Millionen an, wobei der männliche Bevölkerungsanteil den der weiblichen um etwa 10 % übersteigt. Etwa 82 % der Bevölkerung lebt in den Dörfern auf dem Lande; mehr als ein Drittel der Menschen (zumeist Frauen) gelten als Analphabeten. Man spricht Hindi und die regionalen Dialekte Bundeli und Bharia, eine dravidische Sprache.

## Wirtschaft
Der Distrikt Tikamgarh gehört nach offizieller Statistik zu den 250 rückständigsten von insgesamt 640 Distrikten Indiens. Er ist in sehr hohem Maße landwirtschaftlich geprägt, wobei das Nomadentum bis in die heutige Zeit eine nicht unwichtige Rolle spielt. Lediglich in den wenigen Städten gibt es einige größere Geschäfte und Handwerksbetriebe sowie Banken und weiterführende Schulen.

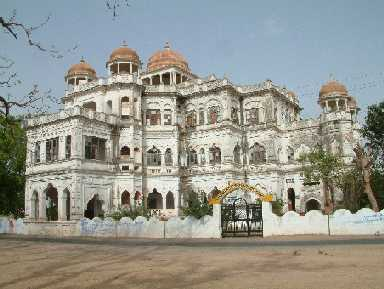
College in Tikamgarh

## Geschichte
Der Distrikt Tikamgarh gehörte ehemals zur Region Bundelkhand, die im Mittelalter zunächst von den Gupta-, später dann von den Pratihara- und den Chandella-Herrschern dominiert wurde. Nach dem Ende der islamischen Dominanz durch das Sultanat von Delhi und das Mogulreich gewannen die indischen Fürstenstaaten wieder an Bedeutung; im 16. Jahrhundert entstand der Fürstenstaat von Orchha, welcher im Jahr 1783 seinen Sitz nach Tehri, dem späteren Tikamgarh verlagerte. Seit dem Jahr 1812 stand das Gebiet unter britischer Kontrolle. Nach der Unabhängigkeit Indiens (1947) gehörte Tikamgarh zur Union der Fürstenstaaten von Vindhya Pradesh, die jedoch im Jahr 1956 aufgelöst und in den aus den Zentralprovinzen und aus Madhya Bharat bestehenden, aber zur damaligen Zeit völlig neugeordneten Bundesstaat Madhya Pradesh integriert wurde. Im Jahr 2018 spalteten sich die Bezirke Niwari, Orchha und Prithvipur ab und bildeten den neuen Distrikt Niwari.

## Sehenswürdigkeiten
Auf dem Gebiet des ansonsten touristisch kaum erschlossenen Distrikts Tikamgarh befindet sich die ehemalige Fürstenstadt Orchha mit ihren Tempeln und Palastbauten aus dem 16./17. Jahrhundert – darunter der Shiva geweihte Chatturbuj-Tempel und der Lakshmi geweihte Laxminarayan-Tempel. Aber auch die Chhatris der verstorbenen Herrscher von Orchha am Fluss Betwa sind sehenswert. Ausflüge nach Deogarh im Nachbardistrikt Lalitpur (U.P.) und nach Khajuraho im östlich gelegenen Distrikt Chhatarpur sind äußerst empfehlenswert.